# Beishi, Baoding
Beishi är ett stadsdistrikt i Baoding i Hebei-provinsen i norra Kina.